# シュコダ3Tr
シュコダ3Tr（チェコ語: Škoda 3Tr）は、チェコスロバキア（現：チェコ）のシュコダが製造したトロリーバス車両である。

## 概要
1941年に開通したプルゼニ市内のトロリーバスであるプルゼニ・トロリーバス向けに製造された車種。プラハ・トロリーバス向けに製造された3軸トロリーバス車両のシュコダ2Trを基に設計が行われており、シャーシやサスペンション方式、制動装置などの主要構造や機器はシュコダ2Trと同一であった一方、車体デザインについては変更が行われた。乗降扉は車体右側に設置され、運転席付近の扉は空気圧を利用した自動扉、それ以外は車掌によって開閉される手動扉であった。車内には着席定員28人分のロングシートが設けられており、2基搭載された主電動機の熱を利用した暖房も備わっていた。
1941年の開通に合わせて1次車（3Tr1）が4両、1943年に増備車である2次車（3Tr2）が製造されたほか、第二次世界大戦後の1947年から1948年にかけても路線延伸に合わせて3次車（3Tr3）が24両作られたが、この3次車については乗降扉が中央に増設されていた。これらの車両は1970年までプルゼニ・トロリーバスで使用された。
2021年現在、3次車のうち1両（119）がプルゼニの科学博物館であるテックマニア科学センターで静態保存されている他、1次車のトップナンバーである101もブルノ技術博物館で復元待ちの状態で現存する。

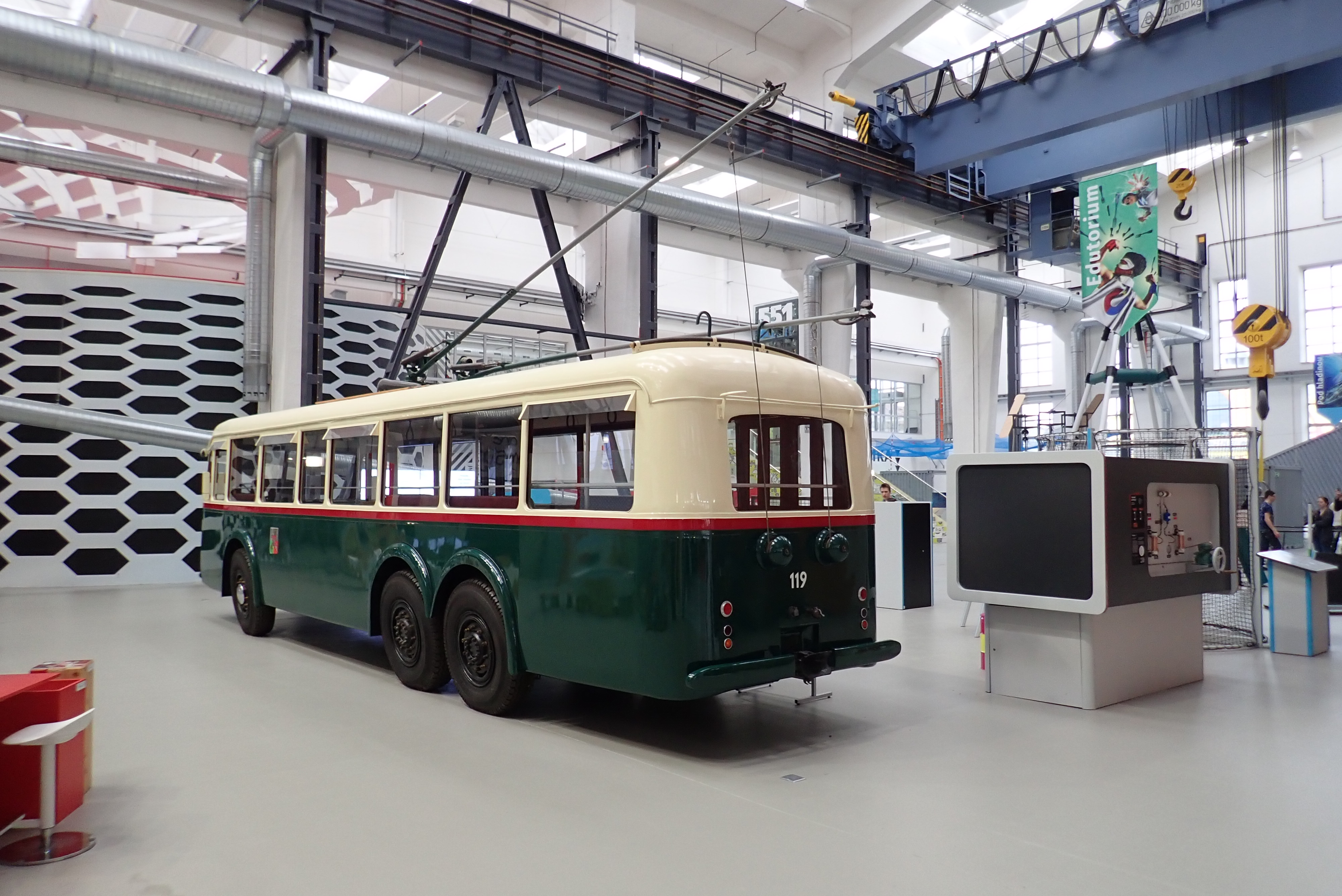
後方（119、2018年撮影）
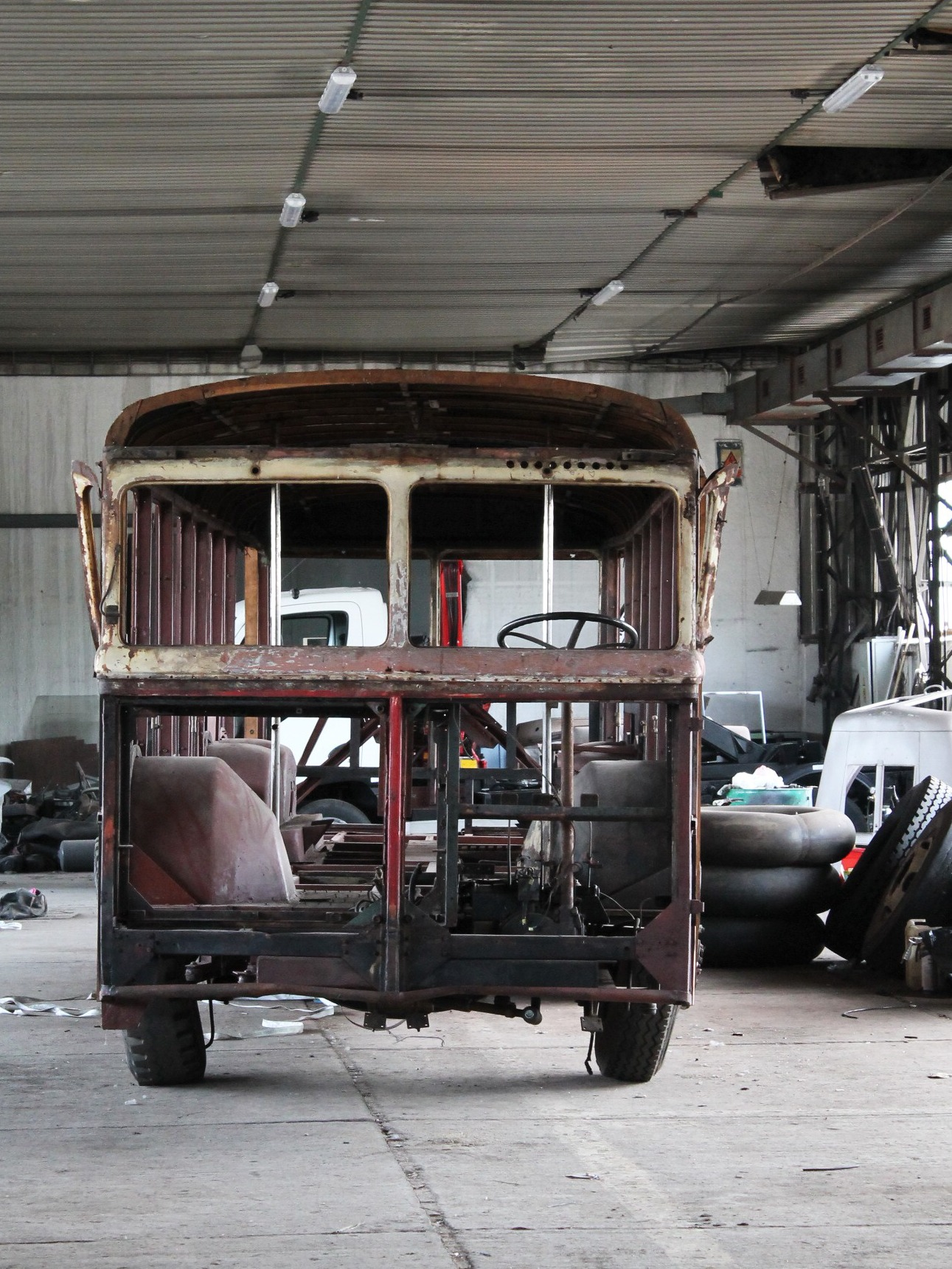
復元待ちの状態にある101（2013年撮影）

## 参考資料
- Plzeňských městských dopravních podniků, a.s (2011-6). Plzeňské trolejbusy slaví 70 let 2022年1月4日閲覧。.
- Martin Harák (2015-11-10). České trolejbusy historie a současnost, typy, technika, provoz. Praha: Grada Publishing a.s.. ISBN 978-80-247-5552-6